# デュオU&U
『デュオU&U』は、辻希美と加護亜依による歌手ユニット・Wの1枚目のアルバム。

## 収録曲
1. 恋のバカンス（ザ・ピーナッツ）
  - 作詞：岩谷時子 作曲：宮川泰 編曲：鈴木Daichi秀行
2. サウスポー（ピンク・レディー）
  - 作詞：阿久悠 作曲：都倉俊一 編曲：渡部チェル
3. 渚の『・・・・・』（うしろゆびさされ組）
  - 作詞：秋元康 作曲：後藤次利 編曲：湯浅公一
4. 白い色は恋人の色（ベッツィ&クリス）
  - 作詞：北山修 作曲：加藤和彦 編曲：高橋諭一
5. 大阪ラプソディー（海原千里・万里）
  - 作詞：山上路夫 作曲：猪俣公章 編曲：高橋諭一
6. 待つわ（あみん）
  - 作詞・作曲：岡村孝子 編曲：湯浅公一
7. 淋しい熱帯魚（Wink）
  - 作詞：及川眠子 作曲：尾関昌也 編曲：清水俊也
8. かけめぐる青春（ビューティ・ペア）
  - 作詞：石原信一 作曲：あかのたちお 編曲：朝井泰生
9. 渚のシンドバッド（ピンク・レディー）
  - 作詞：阿久悠 作曲：都倉俊一 編曲：朝井泰生
10. 恋のインディアン人形（リンリン・ランラン）
  - 作詞：さいとう大三 作曲：筒美京平 編曲：朝井泰生
11. 好きよキャプテン（ザ・リリーズ）
  - 作詞：松本隆 作曲：森田公一 編曲：酒井ミキオ
12. センチ・メタル・ボーイ（キララとウララ）
  - 作詞：売野雅勇 作曲：井上大輔 編曲：市川淳
13. お誂え向きのDestiny（KEY WEST CLUB）
  - 作詞・作曲：川島だりあ 編曲：渡部チェル
14. Give Me Up（BaBe）
  - 作詞：森雪之丞 原作詞：Michael De San Antonio, Michel Nigro Pierre 作曲：Mario Giuseppe Nigro 編曲：ラフ&ピース
15. 情熱の花（PASSION FLOWER）（ザ・ピーナッツ）
  - 訳詞：音羽たかし, 水島哲 原作詞：Bunny Botkin, Gilbert A.Garfield, Pat Murtagh 作曲：ベートーヴェン 編曲：高橋諭一